# La Caravelle

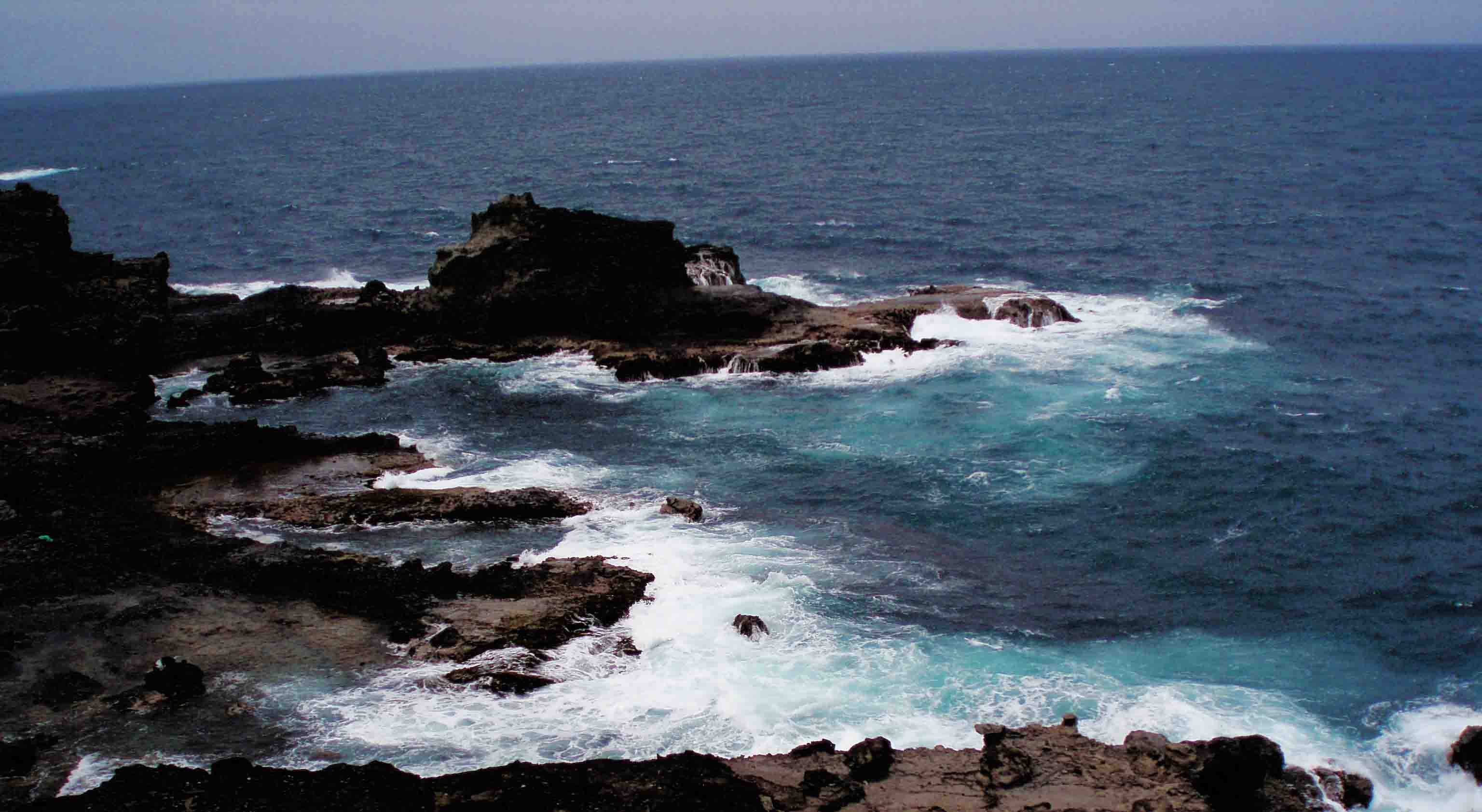
Arrecifes volcánicos en la costa de La Caravelle.

La Caravelle (francés: Presqu’île de La Caravelle, "península de la carabela") es una península ubicada sobre la costa oriental de la isla de Martinica, parte de las Antillas Menores y del arco volcánico de ese archipiélago.

## Geología

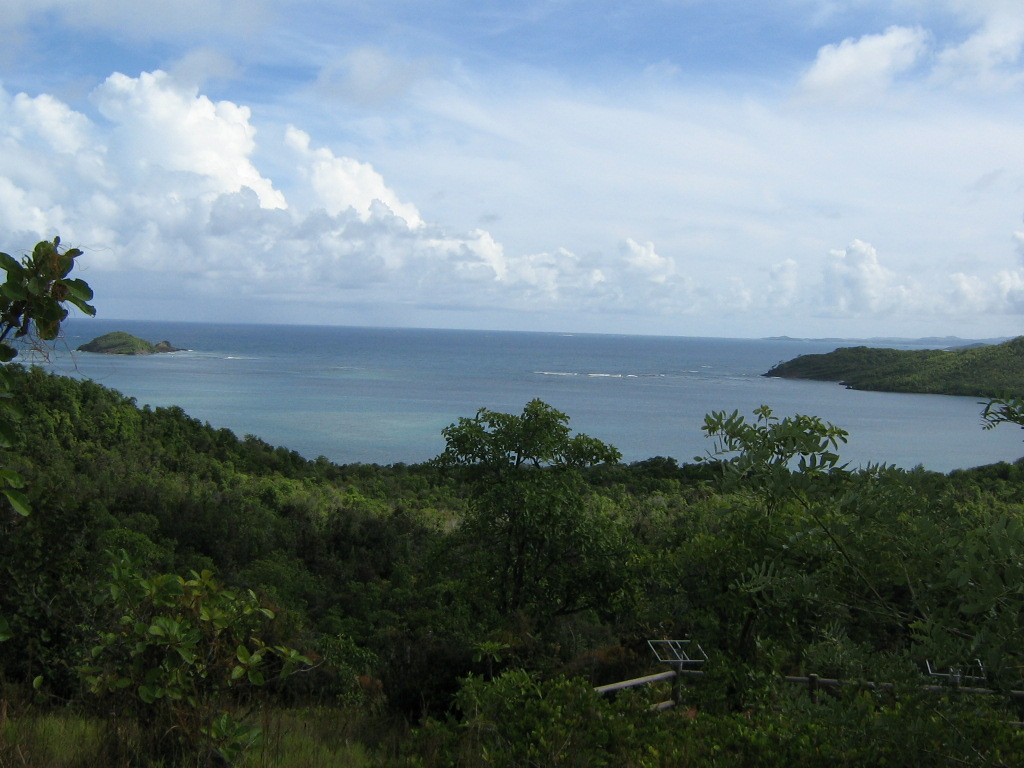
Vista de la península.

La Caravelle es una de las dos partes más antiguas de la isla. Fue formada hace 30 millones de años con material vomitado por un punto caliente en la zona de contacto entre la Placa del Caribe y la Placa Sudamericana. Ese punto caliente formó mucho después el volcán Monte Pelée, que es, hoy, la estructura más moderna de la isla.
La península es el único vestigio remanente del antiguo Îlot de La Caravellearco volcánico original, aparte del Îlot de Sainte Anne, hoy península de Sainte Anne al sur de la isla. Ambas formaciones representan el inicio volcánico de la formación de Martinica.

## Geografía
La península mide 15 km de largo por 900 metros de ancho, apuntando hacia el este. La Caravelle marca en la actualidad el límite entre las costas norte y sur del lado atlántico de la isla. Está bordeada por bancos y arrecifes volcánicos antiguos que representan un grave peligro para la navegación.

## Parque natural

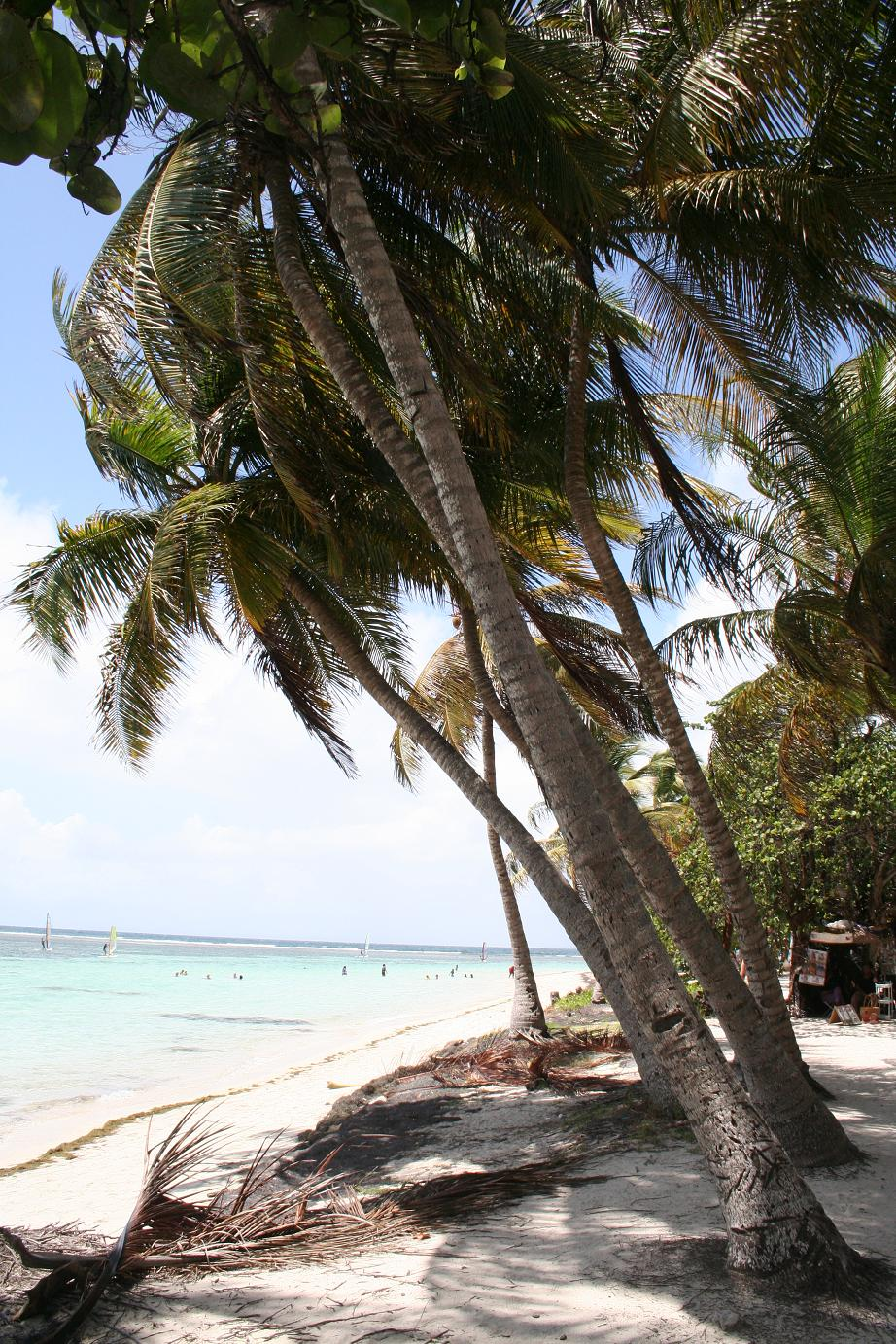
Una playa de La Caravelle.

El extremo de La Caravelle es un área natural protegida, administrada por el Parc Naturel Régional de la Martinique. Está clasificada como reserva natural a causa de su particular geología, su fauna, su flora y su historia.
El Parque contiene las ruinas del legendario Château Dubuc, antiguo refugio de piratas, filibusteros, traficantes de esclavos y contrabandistas.

## Paseos
Existen en la Reserva dos senderos abiertos por la Office National des Forêts que ofrecen distintos puntos de vista de la península. Al recorrerlos se hace posible descubrir la pluvisilva, la costa rocosa, las playas de arena blanca y los manglares.

### Circuito largo
Dura tres horas y media y alcanza el extremo de la península, descubriendo extraños sitios geológicos: un órgano de labradorita y fuentes petrificadas.

### Circuito corto
Recorre la selva y los manglares a través de pasarelas de madera, y consiste en hacer solo la primera mitad del circuito largo.